# Esbjörn Svensson Trio
Esbjörn Svensson Trio (відомі також як e.s.t.) — шведський музичний колектив, заснований у 1993 році піаністом Есбйорном Свенссоном, контрабасистом Даном Берглундом та барабанщиком Магнусом Естремом. Їх музика являє собою поєднання джазових інструментальних мотивів та бібопу з елементами класики, року, попу та техно. Як артистів, що вплинули на їх творчість, учасники тріо називали класичного композитора Белу Бартока та рок-гурт Radiohead.
E.S.T. відзначалися бурхливістю та нестандартністю стилю, часто грали у місцях скупчення молоді, що цікавиться рок-музикою. Учасники тріо досягли як значного комерційного успіху, так і схвалення критиків. У 1999 році, виданням альбому «From Gagarin's Point Of View» на німецькому лейблі The ACT Company, вони розпочали міжнародний прорив, ставши відомими далеко за межками Скандинавії.
Діяльність тріо припинилася у 2008 році після смерті Есбйорна Свеннсона, що загинув під час занурення з аквалангом на одному з островів Стокгольмського архіпелагу всього за декілька кілометрів від столиці Швеції.

## Історія
Ідея знайти музикантів задля реалізації власних музичних ідей остаточно визріла у Есбйорна Свенссона на початку 90-х років XX сторіччя. Однодумців йому вдалося знайти у обличчі контрабасиста Дана Берглунда та барабанщика Магнуса Естрема. У 1993 році тріо презентувало широкому загалу свій дебютний альбом «When Everyone Has Gone», виданий компанією Dragon Records. Реліз дістав схвальні відгуки музичної спільноти і учасники колективу активно взялися за написання нового матеріалу, тож чергові релізи не змусили на себе чекати.
Протягом наступних декількох років ансамбль створив собі ім'я у Швеції, а самого Есбйорна Свенссона було двічі поспіль (у 1995 та 1996 роках) визнано найкращим джазовим музикантом країни. У 1997 році тріо було удостоєне премії Grammis в номінації «Джазовий виконавець року» за альбом «Winter In Venice». А два роки потому тріо здійснило міжнародний прорив, підписавши угоду на видання альбому «From Gagarin's Point Of View» з німецькою рекординговою компанією The ACT Company. З того часу співпраця з цим лейблом стала звичною справою для джазового колективу, хоча деякі їх релізи виходили паралельно й на Superstudio Gul.
Починаючи з 2000 року тріо брало участь у найважливіших музичних фестивалях Європи, США та Японії. Майже щороку шведський музичний колектив отримував престижну музичну нагороду тієї чи іншої країни. Альбом «Strange Place for Snow» 2002 року було удостоєно призу німецьких критиків звукозапису; у 2003, 2005 та 2006 роках Esbjörn Svensson Trio отримували Grammis, як найкращі шведські джазмени; 2004 року їм було присуджено приз Ганса Коллера у номінації «Найкращий європейський джазовий виконавець». Крім того, у 2005 році вони стали першими європейцями, яких було розміщено на обкладинці престижного американського журналу «Down Beat».
Діяльність тріо була перервана у самому розквіті через смерть у червні 2008 року засновника та ідейного керівника колективу Есбйорна Свенссона, що загинув за декілька кілометрів від Стокгольма, пірнаючи з аквалангом. Втім, після його загибелі було видано ще два повноформатні альбоми Esbjörn Svensson Trio: у 2008 році альбом «Leucocyte» та «301» у 2012 році. Матеріал для обох релізів було накопичено у 2007 році ще за життя Свенссона.

## Склад тріо
- Есбйорн Свенссон — фортепіано (1993–2008)
- Дан Берглунд — контрабас (1993–2008)
- Магнус Естрем — ударні (1993–2008)

## Дискографія

### Студійні альбоми
| Альбом                           | Рік  | Формат | Лейбл           |
| -------------------------------- | ---- | ------ | --------------- |
| When Everyone Has Gone           | 1993 | Альбом | Dragon Records  |
| Esbjörn Svensson Trio Plays Monk | 1996 | Альбом | Superstudio Gul |
| Winter In Venice                 | 1997 | Альбом | Superstudio Gul |
| From Gagarin's Point Of View     | 1999 | Альбом | Superstudio Gul |
| Good Morning Susie Soho          | 2000 | Альбом | Superstudio Gul |
| Strange Place For Snow           | 2002 | Альбом | Superstudio Gul |
| Seven Days Of Falling            | 2003 | Альбом | Superstudio Gul |
| Viaticum                         | 2005 | Альбом | The ACT Company |
| Tuesday Wonderland               | 2006 | Альбом | The ACT Company |
| Leucocyte                        | 2008 | Альбом | The ACT Company |
| 301                              | 2012 | Альбом | The ACT Company |

### Концертні альбоми
| Альбом                                | Рік  | Формат | Лейбл           |
| ------------------------------------- | ---- | ------ | --------------- |
| Mr. & Mrs. Handkerchief               | 1995 | Live   | Dragon Records  |
| E.S.T. Live '95                       | 2001 | Live   | The ACT Company |
| Live in Stockholm                     | 2003 | Live   | The ACT Company |
| Esbjörn Svensson Trio Live In Hamburg | 2007 | Live   | The ACT Company |

### Збірки пісень
| Альбом                                  | Рік  | Формат        | Лейбл            |
| --------------------------------------- | ---- | ------------- | ---------------- |
| Somewhere Else Before                   | 2001 | Збірка пісень | Columbia Records |
| Retrospective — The Very Best of E.S.T. | 2009 | Збірка пісень | The ACT Company  |

### Співпраця
| Виконавець                    | Рік  | Альбом                                 |
| ----------------------------- | ---- | -------------------------------------- |
| Луїза Хоффстен, Лассе Енглунд | 1996 | Kära Du                                |
| Крістіна Лугн                 | 2005 | Jag Vill Aldrig Mer Vara Ful Och Ensam |